# Otilia Lux
Otilia Lux de Cotí là một nhà lãnh đạo xã hội và chính trị gia Guatemala. Cô là thành viên của Ủy ban làm rõ lịch sử của quốc gia đó, chịu trách nhiệm điều tra các vi phạm nhân quyền đã gây ra trong cuộc nội chiến kéo dài 30 năm của quốc gia Trung Mỹ này. Sau đó, cô được chọn làm Bộ trưởng Bộ Văn hóa và Thể thao trong nội các của Tổng thống Alfonso Portillo. Cô là thành viên của Diễn đàn thường trực của Liên hợp quốc về các vấn đề bản địa tại Liên hợp quốc và cô phục vụ trong Ban điều hành của UNESCO trong giai đoạn 2004 – 2007.
Trong cuộc tổng tuyển cử ngày 9 tháng 9 năm 2007, bà đã được bầu vào Quốc hội với tư cách là một phó danh sách quốc gia cho đảng Encuentro por Guatemala. 